# Marie Meierhofer

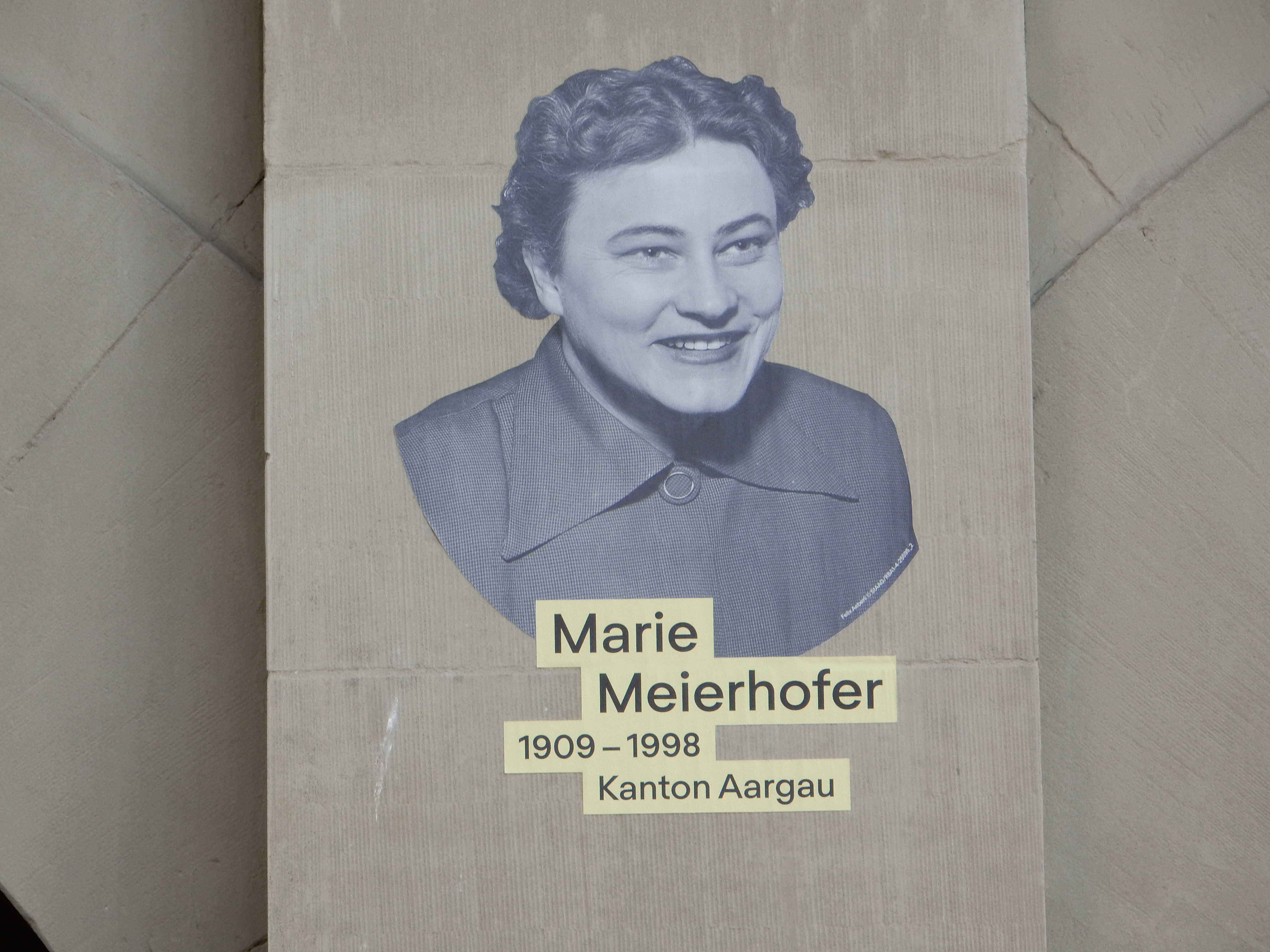
Marie Meierhofer (hommage2021.ch)

Marie Berta Meierhofer (* 21. Juni 1909 in Turgi; † 15. August 1998 in Unterägeri) war eine Schweizer Kinderärztin und die Gründerin des Institutes für Psychohygiene im Kindesalter (ab 1978 Marie Meierhofer-Institut für das Kind). Ihr gesamter Nachlass ging an die Dokumentationsstelle Kind und Umwelt.

## Kindheit und Jugend
Marie Meierhofer war eine Tochter von Albert Meierhofer von Weiach, dem Mitbegründer der BAG Bronzewarenfabrik AG in Turgi, wo Marie die Primar- und Bezirksschule besuchte. Sie hatte fünf Geschwister; ihren zwei Jahre jüngeren Bruder verlor sie im Alter von acht Jahren. Ab 1924 besuchte sie eine Privatschule in Paris. Als Marie Meierhofer 16 Jahre alt war, starb ihre Mutter bei einem Flugzeugunglück. Sie ging von 1926 bis 1929 auf die Höhere Töchterschule in Zürich, wo sie 1929 die Matura erhielt. Als sie 22 Jahre alt war, starb auch ihr Vater.
Der Architekt Alfred Roth baute ihr 1939 ein Bungalow im Holderbach, Oberägeri. Von 1947 bis 1957 wohnten Henry van de Velde und seine Tochter Nele van de Velde darin.

## Pionierin der Kinderheilkunde
Meierhofer studierte von 1929 bis 1935 Medizin in Zürich, Rom und Wien. Ihr Staatsexamen machte sie 1935 in Zürich und wurde daraufhin bis 1939 Assistentin an der Psychiatrischen Universitäts-Klinik „Burghölzli“. Zwei Jahre ihrer Assistentenzeit war sie in der dortigen Kinderabteilung und spezialisierte sich auf Kinderheilkunde und Kinderpsychiatrie. 1937 wurde sie promoviert und begann ein bis 1942 andauerndes Volontariat an der Universitäts-Kinderklinik in Zürich. 1938 wurde sie Fachärztin für Psychiatrie. Sie betrieb dann von 1942 bis 1948 eine Kinderarzt-Praxis in Zürich.
Aufgrund ihrer Verdienste in der Kinderpsychiatrie verlieh die Philosophische Fakultät I der Universität Zürich 1974 «der unermüdlichen Forscherin der seelischen Grundbedürfnisse des Kleinkindes, der unentwegten Pionierin einer praktischen und wirksamen Prävention von Schädigungen der personalen und sozialen Entfaltung des Menschen in den ersten Kinderjahren» den Ehrendoktor.
Bereits im Jahr 1947 hatte sie in einem Aufsatz für die Basler Arbeitsgemeinschaft für Psychohygiene unter der Leitung von Prof. H. Meng den Begriff der «Psychohygiene im Kindesalter» geprägt. Sie definierte:

„Psychohygiene im Kindesalter heisst vor allem richtige Erziehung in geeignetem Milieu und Förderung einer harmonischen Entwicklung des ganzen Menschen. Die Voraussetzung dafür heisst: richtiges Verständnis und Kenntnis der Entwicklung des Kindes und Förderung seiner positiven Anlagen, bei gleichzeitiger Unterstützung der Selbsterziehung zur Überwindung negativer Tendenzen. Das Ziel ist ein harmonischer, selbstsicherer, sich seiner Stärken und Schwächen bewusster, sozial angepasster Mensch.“

## Tätigkeiten

### Direkthilfe für kriegsversehrte Kinder
Im Zweiten Weltkrieg betreute sie in den Jahren 1942/1943 und 1945 im Auftrag der Kinderhilfe des Schweizerischen Roten Kreuzes kriegsbeeinträchtigte Kinder: 1942 als Rotkreuzärztin in Cruseilles (Savoyen) und 1945 in Caen (Normandie). Zur Versorgung der Kinder schmuggelte sie Medikamente und Lebensmittel aus der Schweiz über die Grenze nach Frankreich. Kinder jüdischer Abstammung und ältere Jugendliche versteckte sie vor den Nationalsozialisten und ihren Funktionären.

### Aufbau des Pestalozzi-Kinderdorfes
Ihre Kriegserfahrungen führten 1946 zur Gründung des Kinderdorfes Pestalozzi in Trogen, wobei Meierhofer wesentlich an der Konzeption beteiligt war.
Von 1948 bis 1952 war Meierhofer Stadtärztin in Zürich. In dieser Funktion stellte sie fest, dass Heime und Krippen oft in einem bedenklichen Zustand waren und es ihnen für die Kinderbetreuung an finanziellen Mitteln fehlte.

### Institut für Psychohygiene im Kindesalter
1957 gab Meierhofer den Impuls zur Gründung des «Instituts für Psychohygiene im Kindesalter» (seit 1978 «Marie Meierhofer-Institut für das Kind»). Das Institut hat eine starke Position bei der Ausbildung von Krippenleiterinnen, in der Beurteilung und Umstrukturierung von Kinderkrippen sowie in Forschung und Information.

### «Co-operaid» – ein Projekt für AIDS-Waisen
Ab Ende 1992 baute Meierhofer ein Hilfsprogramm für AIDS-Waisen in Afrika auf. Ziel war der Verbleib der Kinder im eigenen Dorf durch den Aufbau von «Kinderfamilien». Geschwister sollten lernen, mittels gegenseitiger Unterstützung den Alltag zu bewältigen. So sollten die Geschicke des Dorfes in demokratischer Absprache unter den Kinderfamilien gelenkt werden. Im Herbst 1998 nahm das Hilfswerk «Co-operaid» in verschiedenen Dörfern auf dem afrikanischen Kontinent seine Tätigkeit auf.

## Belege/Einzelnachweise
1. ↑  Dokumentationsstelle Kind und Umwelt, Internetpräsenz
2. ↑  Gemeinde Oberägeri: Foto mit Marie Meierhofer und Henry van de Velde im Bungalow im Holderbach. Abgerufen am 16. April 2020.
3. ↑  Dissertation von Maja Wyss-Wanner an der Philosophischen Fakultät I der Universität Zürich über Marie Meierhofer, S. 85.
4. ↑  Text der Dissertation zum Download (Memento des Originals vom 24. Juni 2008 im Internet Archive)  Info: Der Archivlink wurde automatisch eingesetzt und noch nicht geprüft. Bitte prüfe Original- und Archivlink gemäß Anleitung und entferne dann diesen Hinweis.